# Carlos López Lozano
Carlos López Lozano (Madrid, 25 de maio de 1962) é um bispo anglicano espanhol da Igreja Espanhola Reformada Episcopal (IERE).

## Biografia
Nascido em uma família castelhana de tradição protestante, López estudou historiografia na Universidade Autônoma de Madrid e teologia no Seminário Evangélico Teológico Unido (SEUT), em Madrid, e conclui a pós-graduação na Universidade Pontifícia de Salamanca. Ordenado sacerdote em 1985, pela União Evangélica Batista da Espanha, serviu como pastor batista até ingressar na Igreja Espanhola Reformada Episcopal. Em 1989, foi ordenado sacerdote dessa igreja pelo Reverendíssimo Arturo Sánchez Galán, bispo diocesano, na Catedral do Redentor em Madrid. Serviu como Reitor do Cristo Redentor de Salamanca desde 1990 e reitor da Igreja do Espírito Santo em Villaescusa, na Cantábria. Publicou diversos artigos em revistas especializadas de história e teologia; editou duas obras de Juan de Valdés e o Comentário de Casiodoro de Reina sobre "Las tentaciones de Cristo", com um estudo introdutório-crítico. Em 1992, publicou o livro "Precedentes de la I.E.R.E."
Em 29 de julho de 1995, no quadragésimo terceiro Sínodo do IERE, foi eleito para servir como próximo bispo diocesano. Ele foi consagrado por George Carey, Arcebispo de Cantuária, em 5 de novembro (a IERE é "extra-provincial para", ou seja, sob o cuidado metropolítico direto do Arcebispo de Cantuária). Sua consagração aconteceu na Catedral do Redentor em Madrid, com a presença dos dois bispos eméritos e mais nove bispos de vários países. López Lozano era o mais jovem na história do IERE e da Comunhão Anglicana.
Como bispo de uma diocese europeia em plena comunhão com a Igreja da Inglaterra, López também é bispo assistente honorário da Diocese da Igreja da Inglaterra na Europa desde 2013. Ele é membro da comissão permanente da Federação de Entidades Religiosas Evangélicas da Espanha (FEREDE). Foi membro do Grupo de Contato da Comunhão de Porvoo, composto por anglicanos e luteranos, do Conselho Consultivo Anglicano, do Comitê Central da Conferência das Igrejas Europeias, do Comitê Central do Conselho Mundial de Igrejas e delegado em três assembleias.
A residência episcopal e os escritórios e arquivos diocesanos estão localizados no terreno da Catedral Anglicana do Redentor em Madrid.
López é casado com Ana Rodriguez Domingo desde 1985.